# Manny Mota
Pour les articles homonymes, voir Mota.
Manuel Rafael Geronimo Mota (né le 18 février 1938 à Saint-Domingue, République dominicaine, est un ancien voltigeur étoile des Ligues majeures de baseball. Il y a évolué de 1962 à 1982, portant les couleurs des Giants de San Francisco, des Pirates de Pittsburgh, des Expos de Montréal (dont il fut membre lors de leur saison inaugurale en 1969) et des Dodgers de Los Angeles.
Manny Mota s'imposa avec Los Angeles comme l'un des meilleurs frappeurs suppléants de l'histoire.
Il occupe depuis la fin de sa carrière de joueur un poste d'instructeur chez les Dodgers. L'année 2009 marque le 40e anniversaire de son association avec le club.

## Carrière
En 1957, les Giants de New York signent Manny Mota comme agent libre. La franchise déménage à San Francisco en Californie l'année suivante et c'est donc comme porte-couleur des Giants de San Francisco que Mota fait ses débuts dans les majeures le 16 avril 1962. Le jeune dominicain ne joue que 47 parties avec ce club et est échangé aux Colts .45s de Houston après la saison. Ces derniers le transfèrent aux Pirates de Pittsburgh juste avant la saison 1963. Les Pirates emploient Mota comme réserviste en 1963 avant d'en faire un joueur régulier l'année suivante, et ce jusqu'en 1969. Il connaît 3 saisons de plus de 100 coups sûrs avec Pittsburgh et totalise un sommet personnel de 56 points produits en 1967. Sa moyenne au bâton est supérieure à ,300 à deux reprises, s'élevant à ,332 en 1966 et ,321 enn 1967.
Le 14 octobre 1968, Manny Mota devient le tout premier joueur sélectionné par la nouvelle franchise des Expos de Montréal au repêchage d'expansion des Ligues majeures de baseball. Le dominicain est le second choix au total puisque l'autre franchise joignant les rangs de la Ligue nationale en 1969, les Padres de San Diego, repêchaient avant les Expos.
Le 11 juin 1969, les Expos cèdent Mota et Maury Wills aux Dodgers de Los Angeles en retour de Ron Fairly et Paul Popovich. Mota termine l'année 1969 avec une moyenne au bâton de ,321 et est engagé par les Dodgers comme agent libre pour la saison 1970.
Le 16 mai 1970, en 3e manche d'un match des Dodgers face aux Giants de San Francisco au Dodger Stadium de Los Angeles, Mota frappe une fausse balle sur un lancer de Gaylord Perry. La balle est cognée en flèche dans les gradins du côté du premier but et frappe à la tempe un jeune spectateur, Alan Fish, 14 ans. L'adolescent meurt quatre jours plus tard à l'hôpital. Il s'agit du seul incident où un spectateur d'un match de la Ligue majeure de baseball est mort après avoir été atteint par une fausse balle. La famille intente une poursuite civile contre les Dodgers mais un jury absout le club trois ans plus tard.
Manny Mota joue le reste de sa carrière, terminée en 1982, à Los Angeles. À ses cinq premières campagnes (incluant celle amorcée à Montréal en 1969), il affiche une moyenne au bâton supérieure à ,300 et s'impose comme un frappeur suppléant de grande qualité. Il est invité au match des étoiles du baseball en 1973.
En 1980, il est nommé instructeur des frappeurs des Dodgers. Il joue très peu en 1980 (sept matchs) et 1981 (un match), mais fait partie de l'équipe championne de la Série mondiale lors de cette dernière année. Il occupe les fonctions d'instructeur des frappeurs après sa retraite de joueur, et après avoir quitté ce poste en 1989 demeure dans le personnel de l'équipe. Il y est toujours en 2009.
En 1536 parties dans les majeures, Manny Mota a frappé 1149 coups sûrs pour une moyenne au bâton de ,304 avec 31 coups de circuit et 438 points produits.
Il a complèté sa carrière avec le plus grand nombre de coups sûrs comme frappeur suppléant dans l'histoire du baseball. Son record de 150 coups sûrs a depuis été dépassé par Lenny Harris (212) et Mark Sweeney (175).
Il a frappé pour ,315 dans l'uniforme des Dodgers, la seconde plus haute moyenne de l'histoire du club depuis son transfert à Los Angeles en 1958. Le meneur est Mike Piazza (,331).